# 6695 Barrettduff
6695 Barrettduff è un asteroide della fascia principale. Scoperto nel 1986, presenta un'orbita caratterizzata da un semiasse maggiore pari a 2,6068409 UA e da un'eccentricità di 0,2046645, inclinata di 15,72949° rispetto all'eclittica.